# توافق پوتسدام

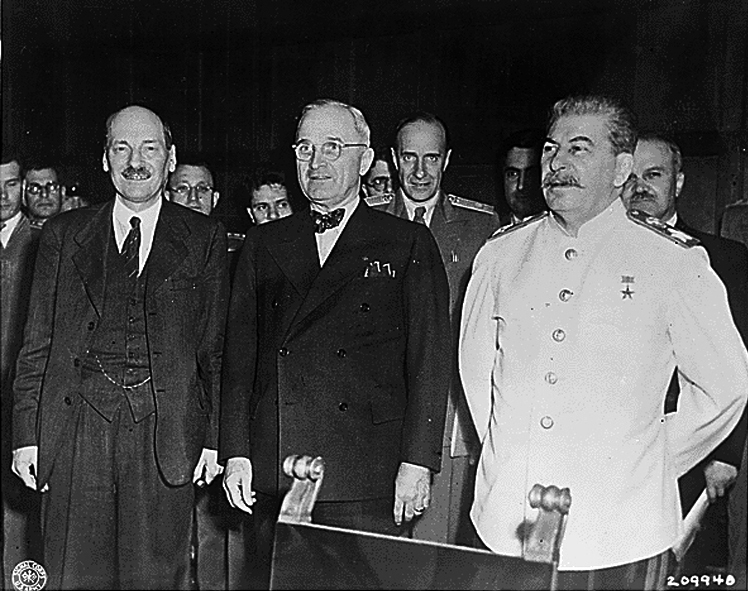
استالین، ترومن و کلمنت اتلی در پوتسدام

توافق پوتسدام (به آلمانی: Potsdamer Abkommen)(به انگلیسی: Potsdam Agreement) توافق‌نامه‌ای است، که در دهم امرداد ۱۳۲۴ در کنفرانس پوتسدام میان سه متفق پیروز در جنگ جهانی دوم، بریتانیا، ایالات متحده آمریکا و اتحاد جماهیر شوروی سوسیالیستی منعقد شد. موضوع اصلی این توافق اشغال نظامی آلمان- بر اساس رایش آلمان و مرزهای پیش از جنگ در ۱۹۳۷ شامل (مناطق شرقی سابق آلمان)- و محدوده‌های جنگ در اروپا بود. این توافق همچنین شامل خلع سلاح و تعطیلی ارتش آلمان، دریافت غرامت جنگی و پیگیری جنایت‌های جنگی می‌شد. این توافق، بر اساس حقوق بین‌الملل، معاهده صلح به شمار نمی‌آید. بعدها پیمان حل و فصل نهایی میان جمهوری دموکراتیک آلمان و جمهوری فدرال آلمان، که در ۲۱ شهریور ۱۳۶۹ (۱۲ سپتامبر ۱۹۹۰) امضا شد، جای این توافق‌نامه را گرفت.
از آن جا که شارل دو گل به نشست فراخوانده نشده بود، دولت فرانسه از اجرای توافق پوتسدام در مناطقی که زیر اشغال داشت، سرباززد و به ویژه، جلو اسکان آلمانی‌هایی را که از شرق آلمان اخراج شده بودند، گرفت. افزون بر این، فرانسویان هیچ تعهدی در باره توافق‌نامه پوتسدام نپذیرفتند و به ویژه در برابر همه پیشنهادهای مربوط به نهادهای مشترک در سراسر آلمان و در کل هر چیزی که می‌ترسیدند به بازیکپارچکی دولت در آلمان بینجامد، ایستادند.